# Location (Khalid)
Location è il singolo di debutto del cantante statunitense Khalid, dapprima caricato il 30 aprile 2016 sul servizio musicale SoundCloud e, in seguito, pubblicato nel maggio successivo come primo estratto dal suo album in studio di debutto American Teen.
Il brano ha ricevuto una candidatura alla miglior canzone R&B alla 60ª edizione dei Grammy Awards.

## Descrizione e testo
Location, scritto dallo stesso Khalid, in collaborazione con Joshua Scruggs, Austin Mensales, Chris McClenney, Samuel Jimenez, Olatunji Ige, Alfredo Gonzalez e Barjam Kurti, e prodotto da Sky Sense, Tunji Ige, Chris McClenney, Smash David, Gonzalez, Mensales e Kurt, è un brano contemporary R&B, sulle tonalità del do diesis minore e con una frequenza di 80 battiti per minuto, che combina un beat morbido e avvolgente, paragonato dall'artista ad "una suoneria del telefono che aveva subito attirato la mia attenzione".
Durante un'intervista a Pigeons & Planes, Khalid al riguardo del brano ha affermato:
Come dichiarato dall'autore durante una video intervista al The Tonight Show, Location è stato ideato durante un viaggio a Atlanta, dove Khalid ha incontrato diverse figure del mondo della musica, tra cui Sixth Sense, che lo hanno aiutato a buttare giù le basi per il brano. In seguito l'autore, una volta definita la direzione del brano, è tornato nella sua città natale, El Paso, in Texas, dove, con il supporto della famiglia e in particolare della madre, ha portato a termine la traccia.
Il testo del brano è incentrato sulle storie dell’amore giovanile nell’era digitale del XXI secolo. Nel corso della canzone, infatti, Khalid canta: “Send me your location, let’s focus on communication” e “I don’t wanna fall in love off of subtweets”, esprimendo il desiderio di volersi lasciare alle spalle le numerose distrazioni della tecnologia e rendere il rapporto con la ragazza, protagonista del testo, più personale. Il brano riflette perfettamente le dinamiche amorose dell'epoca digitale, in cui molte relazioni nascono online, mettendo in luce quanto il concetto di amore sia cambiato radicalmente rispetto alla generazione passate.

## Tracce
Download digitale
1. Location – 3:44

Download digitale
1. Location (Remix) (featuring Lil Wayne and Kehlani) – 4:38

Download digitale
1. Location (London Remix) (featuring Little Simz) – 4:05

Download digitale
1. Location (Remix) (featuring Jorja Smith and Wretch 32) – 3:29

## Video musicale
Il video musicale di accompagnamento di Location è stato pubblicato il 26 settembre 2016 sul canale ufficiale Vevo di Khalid su YouTube, ed è stato diretto da Alex Di Marco.
Il video si apre con un’inquadratura di un deserto e una mano sul volante, seguita rapidamente da una schermata che mostra la pronuncia corretta del nome Khalid (kuh-leed). Successivamente, il cantante appare seduto sopra un’auto mentre esegue il brano e balla sulle sue note, per poi camminare nel deserto e ricevere un messaggio da parte di una ragazza che le invia la sua posizione. Khalid sale in macchina e si dirige verso la destinazione, che si rivela essere una piscina. Successivamente, viene mostrato di nuovo in auto mentre torna alla piscina, e il suo telefono gli segnala di essere giunto a destinazione. A quel punto, viene afferrato da due donne ma riesce a liberarsi, mentre due uomini lo osservano con sguardo sospetto. Il resto del video alterna scene di Khalid nel deserto con una bandiera degli Stati Uniti intorno alle spalle, a scene dentro una casa o in una stanza da letto con una ragazza sdraiata sul letto, ad altre scene dell'artista mentre guida la sua auto.

## Classifiche

### Classifiche settimanali
| Classifica (2016–2017) | Posizione massima |
| ---------------------- | ----------------- |
| Australia              | 39                |
| Canada                 | 48                |
| Filippine              | 12                |
| Irlanda                | 77                |
| Nuova Zelanda          | 11                |
| Paesi Bassi            | 78                |
| Portogallo             | 41                |
| Regno Unito            | 67                |
| Repubblica Ceca        | 52                |
| Slovacchia             | 47                |
| Stati Uniti            | 16                |
| Svizzera               | 76                |

### Classifiche di fine anno
| Classifica (2017) | Posizione |
| ----------------- | --------- |
| Nuova Zelanda     | 10        |
| Portogallo        | 96        |
| Stati Uniti       | 21        |
| Classifica (2018) | Posizione |
| Portogallo        | 136       |

## Riconoscimenti
- Grammy Awards[20]
  - 2018 – Candidatura alla miglior canzone R&B
- iHeartRadio Music Awards[44][45]
  - 2018 – Candidatura alla canzone R&B dell'anno